# Gilles de Berlaymont
Pour les articles homonymes, voir Berlaymont.
Gilles de Berlaymont était un général et homme d'État hollandais, né vers 1540 et mort à Maëstricht le 18 juin 1579.

## Biographie
Gilles de Berlaymont était le fils aîné du comte Charles de Berlaymont et d’Adrienne de Ligne ; il embrassa de bonne heure la carrière des armes, se distinguant notamment au siège de Valenciennes (décembre 1566 - mars 1567) sous les ordres du commandant de l'armée espagnole Philippe de Noircarmes. Ce siège, avec la bataille de Wattrelos (nl) et la capture de Tournai, est considéré comme la première rencontre armée dans la rébellion des régions néerlandaises contre les autorités espagnoles, qui conduira à la Guerre de Quatre-Vingts Ans un an plus tard. En avril 1567, Gilles devient le premier gouverneur militaire de Maëstricht, devenue une ville de garnison. La même année, il devient comme son père membre du Conseil des troubles et apportera par la suite une aide importante au Duc d'Albe puis à Requesens dans diverses opérations militaires. En 1572, Gilles est admis à l'Ordre de la Toison d'or et prend la succession de Charles de Brimeu au poste de stathouder de Frise, Groningue, Drenthe et Overijssel (1572-1573), et peu de temps après aussi de Gueldre et Zutphen (1572-1578). En 1574, il devint vice-gouverneur de Hollande, de Zélande et d'Utrecht (1574-1577). En tant que "mestre de camp" de l'armée espagnole, il fit un raid sur la Frise occidentale en 1574. Après un bref siège à Oudewater (nl), il prend la ville en 1575 et la brûle commettant un massacre retentissant. En mars 1576, dans une lettre au Conseil d'État, il décrit la situation misérable des régions dont il a la garde.
Comme beaucoup, Gilles a rejoint les États généraux rebelles après l'épisode de la Furie Espagnole. Il l'a fait le 15 octobre 1576, et le 19 octobre, il écrit une lettre à Boussu pour le persuader de faire de même. Cependant, comme son père, Gilles a accordé sa confiance au nouveau gouverneur Don Juan en signant l'Union de Bruxelles. En compagnie de Boussu, il capture le château de Vredenburg malgré la garnison espagnole qui y avait été laissée.
Après cela, cependant, il participe à la prise de pouvoir de Don Juan en prenant la Citadelle de Namur (24 juillet 1577) puis en prenant possession de la forteresse de Charlemont à Givet au nom de Don Juan. Pour cette allégeance, Gilles a été récompensé par de hautes positions espagnoles, bien qu'il ait perdu ses postes de gouverneurs dans les régions désormais rebelles de Hollande, de Zélande, d'Utrecht, de Gueldre et de Zutphen . Le 2 septembre 1577, il devient membre du Conseil d'État. En 1578, successeur de son défunt père, Gilles devient baron de Hierges et stadhouder de Namur et du Hainaut.
Gilles de Berlaymont décède pendant le siège de Maastricht de 1579.

## Famille
Gilles de Berlaymont était le fils de Charles de Berlaymont (néerl. Karel van Berlaymont) et Adriana de Ligne Barbançon. Deux de ses frères, Florent et Claude, étaient également des soldats importants des premiers jours de la Guerre de Quatre-Vingts Ans. Un autre frère, Louis de Berlaymont, était évêque de Cambrai.

## Sources
- Baelde, M., Berlaymont, Gilles van, baron van Hierges (lire en ligne)
- Graaf, R.P. de, Oorlog mijn arme schapen. Een andere kijk op de Tachtigjarige Oorlog, 1565-1648 (2004)
- Tettero, M., 'Gilles van Berlaymont, heer van Hierges, vecht in Holland, Utrecht, Gelderland en Overijssel' (lire en ligne)
- Ubachs, P., en I. Evers, Historische Encyclopedie Maastricht. Zutphen, 2005